# All About That Bass
All About That Bass – piosenka Amerykanki Meghan Trainor, wydana w 2014 roku na jej debiutanckim singlu. Autorami utworu są Trainor oraz producent muzyczny Kevin Kadish.
Jesienią 2014 roku utwór dotarł do 1. miejsca listy przebojów w Wielkiej Brytanii oraz Stanach Zjednoczonych („Billboard”), gdzie singiel utrzymywał się przez 25 tygodni w czołowej 10. Singiel uzyskał status podwójnej platynowej płyty w Stanach. Oprócz tego, piosenka dotarła do czołowych miejsc na listach przebojów m.in. w Australii, Austrii, Danii, Irlandii, Kanadzie i Nowej Zelandii. Utwór został także pierwszym w historii brytyjskiego notowania Official Singles Chart Top 40, który znalazł się tam (pierwsza czterdziestka) na podstawie wyłącznie danych ze streamingu.

## Historia
Piosenka została zainspirowana utworami amerykańskiej wokalistki Christiny Aguilery – „Beautiful” oraz „Ain’t No Other Man”.

### Nagrywanie materiału
Sesja nagraniowa utworu została zorganizowana w Carriage House, za produkcję i miks piosenki odpowiadał Kedish, a masteringiem zajął się Dave Kutch. Materiał na singiel powstał podczas pobytu Trainor w Stanach Zjednoczonych, gdzie tworzyła piosenki dla innych wykonawców.

### Muzyka i tekst
Utwór jest utrzymany w tonacji A-dur w tempie 132 uderzeń na minutę. Piosenka składa się z akordów A–Bm–E–A, a wokal Trainor ma rozpiętość od skali E3 do C♯5.
Podczas sesji nagraniowej Trainor stwierdziła: „Nie chcę dzisiaj pisać o kimś jeszcze. Choruję, kiedy muszę udawać, że jestem Rihanną, albo udawać, że jestem innym człowiekiem. Napiszmy po prostu fajną piosenkę dla świata”. Później zaczęła improwizować w rytm beat boxu, śpiewając „To jest jasne, że nie jestem na diecie 5:2” i doszła do wniosku, że chce napisać „hymn dla dziewczyn o kochaniu swojego własnego ciała”. W tekście utworu wokalistka zaznacza, że to nie wygląd ani waga są najważniejsze. W wywiadach przyznała, że napisała tę piosenkę, ponieważ sama zmagała się z problemami związanymi z akceptacją samej siebie.

Media społecznościowe, Instagram i robienie selfie oraz te wszystkie aplikacje, które mają zrobić z ciebie kogoś perfekcyjnego… dziewczynom trudno dorastać w dzisiejszych czasach z tym wszystkim.

Tytułowy bass to przenośnia określająca kobiece pośladki.

## Teledysk
Oficjalny teledysk do utworu został nagrany 8 maja 2014 roku, natomiast opublikowany 11 czerwca na profilu Trainor w serwisie YouTube. Reżyserką klipu została Fatima Robinson, która odpowiedzialna była za stworzenie układów tanecznych w wideoklipach m.in. Michaela Jacksona, Prince’a, Fergie i Rihanny. Choreografię do teledysku ułożyła Charm La’Donna, w klipie zatańczył m.in. Sione Maraschino, znany m.in. filmów udostępnianych przez aplikację Vine.

### Promocja
Trainor po raz pierwszy zaśpiewała na żywo piosenkę „All About That Bass” 16 lipca 2014 roku w trakcie koncertu amerykańskiej piosenkarki Emily West w Nashville. W ramach promocji piosenkarka zaprezentowała utwór w wielu programach telewizyjnych, w tym m.in. premierowo podczas talk-show Live! with Kelly and Michael, a także w trakcie jednego z odcinków szóstego sezonu talent show  X Factor Australia oraz w trakcie The Ellen DeGeneres Show.

## Listy przebojów
| Kraj                         | Lista                          | Pozycja |
| ---------------------------- | ------------------------------ | ------- |
| Australia                    | Single Top 50                  | 1       |
| Austria                      | Ö3 Austria Top 40              | 1       |
| Belgia                       | Ultratop 50 Singles (Flandria) | 5       |
| Belgia                       | Ultratop 50 Singles (Walonia)  | 2       |
| Dania                        | Tracklisten Top 40             | 1       |
| Estonia                      | Eesti Top 40                   | 1       |
| Europa                       | Euro Digital Songs Top 200     | 1       |
| Finlandia                    | Radiosoittolista Top 100       | 8       |
| Francja                      | Singles Top 100                | 8       |
| Irlandia                     | Top 100 Singles                | 1       |
| Kanada                       | Hot 100 Singles                | 1       |
| Meksyk                       | Mexican Airplay                | 1       |
| Nowa Zelandia                | Single Top 40                  | 1       |
| Niemcy                       | Top 100 Singles                | 1       |
| Stany Zjednoczone            | Hot 100                        | 1       |
| Szkocja                      | Singles Top 40                 | 1       |
| Szwajcaria                   | Singles Top 75                 | 1       |
| Wielka Brytania              | Singles Top 40                 | 1       |
| Hiszpania                    | Single Top 50                  | 1       |
| Holandia                     | Single Top 100                 | 2       |
| Holandia                     | Dutch Top 40                   | 3       |
| Luksemburg                   | Luxembourg Digital Songs       | 2       |
| Izrael                       | Single Top 10                  | 2       |
| Norwegia                     | Singles Top 20                 | 2       |
| Republika Południowej Afryki | Singles Top 20                 | 2       |
| Czechy                       | Singles Digitál Top 100        | 3       |
| Czechy                       | Rádio Top 100                  | 2       |
| Słowacja                     | Singles Digitál Top 100        | 3       |
| Słowacja                     | Rádio Top 100                  | 1       |
| Szwecja                      | Singles Top 60                 | 3       |
| Polska                       | Airplay Top 20                 | 1       |
| Portugalia                   | Portugal Digital Songs         | 4       |
| Włochy                       | Single Top 20                  | 5       |
| Wenezuela                    | Singles Top 100                | 81      |

## Twórcy
Poszczególne instrumenty w utworze nagrali:
- Meghan Trainor – śpiew
- Kevin Kadish – gitara elektryczna, gitara basowa, projektant dźwięku, programowanie perkusji
- David Baron – fortepian, saksofon barytonowy, organy Hammonda